# Одинець Гаврило Матвійович
Гаврило Матвійович Одинець (25 березня 1870  Бірки, Остерський повіт, Чернігівська губернія — 1945), український громадсько-політичний діяч, член Української Центральної Ради.

## Біографія
Народився на Остерщині у селянській родині. Грамоту вивчив майже самостійно. У 1905 вступив до ПСР, з 1906 був пов'язаний з УПСР. Пройшов через декілька арештів, висилання, втечі. 
Друкувався в газеті "Рада". 1908 року там регулярно містилося оголошення про те, що "столяр Гаврило Одинець приймає замовлення па всяку столярську роботу". 
З 1917 бере активну участь в українському у національно-визвольному русі. У 1917 член Української Центральної Ради від Чернігівської губернії (територіальне представництво), член Комітету Української Центральної Ради і Малої ради. Входив до складу делегації для переговорів з Тимчасовим урядом у травні 1917 році. Належав до Української партії соціалістів революціонерів. Член Української селянської спілки.
Делегат  Першого Всеукраїнського селянського з'їзду, який проходив 10—15 червня (28 травня — 2 червня) 1917 у Києві. На з'їзді разом з Миколою Ковалевським виступав з доповіддю «Про поїздку делегації Української Центральної Ради до Тимчасового уряду в Петроград».
Після поразки революції перейшов на бік більшовиків. Став одним з керівників Всеукраїнського Комітету незаможних селян,  обирався членом президії Міжнародного Селянського Інтернаціоналу, був учасником 9-го Всеукраїнського з'їзду Рад (травень 1925). Виконував обов'язки «судді» на показовому процесі у справі «СВУ» (1930).
На початку 1930-х рр. Г. Одинця репресували. Через сім років він повернувся із заслання, щоб померти на батьківщині.
У 1920-х був членом Спілки селянських письменників "Плуг", членом кооперативного видавничого товариства "Плужанин" (1927) тощо.
Автор спогадів про Українську Центральну Раду, брошури про «напівміфічний Селянський Інтернаціонал» — Всесвітню незаможницько-селянську спілку, віршів. Автор "Казки про чудака Якова, що дурив, та не всякого" (2-ге вид., "Плужанин", 1927, с. 23).
Друкувався у харківській газеті "Селянська правда", що її редагував Сергій Пилипенко. Газета була органом ЦК КП(б)У і Всеукраїнської Центральної Комісії Незаможніх Селян. 
Автор, зокрема, розлогого репортажу в цій газеті "Старий Кодак (З подорожніх вражіннів)"  ("Селянська правда", 12 серпня 1923), "Мандрівки по Степовій Україні" ("Селянська правда", січень 1925) тощо.